# Comahopen
Comahopen är en galaxhop som täcker stora delar av Berenikes hår.